# Zambesa claripalpis
Zambesa claripalpis là một loài ruồi trong họ Tachinidae.